# Karsteniomyces tuberculosus
Karsteniomyces tuberculosus är en lavart som beskrevs av Vagn Alstrup och David Leslie Hawksworth. Karsteniomyces tuberculosus ingår i släktet Karsteniomyces, divisionen sporsäcksvampar och riket svampar. Arten är reproducerande i Sverige.